# Adolf Dassler

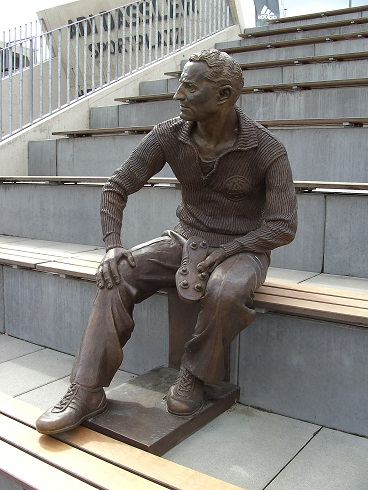
Adolf Dassler

Adolf "Adi" Dassler (Herzogenaurach, 3 november 1900 – aldaar, 6 september 1978) was de oprichter van het Duitse sportkledingmerk adidas.
Na de Eerste Wereldoorlog begon Adi Dassler, die opgeleid was als schoenmaker, sportschoenen te maken in de keuken van zijn moeder. Zijn vader Christoph en de gebroeders Zehlein, die ook in de schoenenindustrie werkten, hielpen Adi Dassler met het opzetten van zijn eigen bedrijf. In 1924 begon Dassler samen te werken met zijn broer, Rudolf Dassler, waarna de fabriek de Gebrüder Dassler Schuhfabrik zou gaan heten. Vier jaar later, tijdens de Olympische Spelen in Amsterdam zouden zij enkele Duitse atleten voorzien van sportschoenen. Tijdens de Olympische Spelen in Berlijn, acht jaar later droeg onder anderen Jesse Owens de schoenen van de Dasslers. Owens won daarmee vier keer goud.
Nadat Hitler aan de macht was gekomen werden beide broers lid van de NSDAP. Uiteindelijk werd Rudolf opgeroepen voor dienst, terwijl Adi Dassler het bedrijf draaiende hield. In oktober 1942 was er een tekort aan arbeiders; daarom vroeg Dassler de autoriteiten om Russische krijgsgevangenen in zijn fabriek tewerk te stellen.
Tijdens de Tweede Wereldoorlog verslechterde de relatie tussen de beide broers en uiteindelijk stapte Rudolf uit het bedrijf, om aan de overkant van de Aurach zijn eigen fabriek te beginnen, die de naam Puma kreeg. Adi Dassler veranderde op 18 september 1949 de naam van het oorspronkelijke bedrijf in adidas, naar zijn bijnaam en de eerste drie letters van zijn achternaam. Ondanks veel speculaties over de reden van de ruzie tussen de Dasslers is het nooit duidelijk geworden wat de oorzaak was. De tweedelige film De Dassler broers: Adidas versus Puma gaat over de eerste vijftig jaar van de twee bedrijven.
Deze familievete deelde ook de bevolking van het dorp op in twee kampen. Het leverde Herzogenaurach de bijnaam "dorp der gebogen nekken" op, waarmee wordt verwezen naar het feit dat iedereen naar iedereens schoenen kijkt om te zien tot welk kamp de ander behoort. Pas zestig jaar later zouden Puma en adidas in het kader van de Internationale Dag van de Vrede elkaar weer de hand schudden: op 21 september 2009 werd een voetbalwedstrijd tussen de werknemers van de rivaliserende fabrieken gespeeld.
Dasslers zoon Horst Dassler richtte later het zwemkledingmerk Arena op en nam de leiding over de Franse tak van adidas op zich, adidas France.